# اعتماد (ترانه مگادث)
«اعتماد» (به انگلیسی: Trust) تک‌آهنگی از مگادث، گروه ترش متال آمریکایی است. این اولین تک‌آهنگ از هفتمین آلبوم استودیویی گروه با نام نوشته‌های مرموز بود که ۸ می ۱۹۹۷ در دو نسخهٔ انگلیسی و اسپانیایی منتشر شد. مجلهٔ کلاسیک راک از «اعتماد» به‌عنوان «یکی از آثار کلاسیک مگادث و افتتاحیه‌ای معرکه برای آلبوم نوشته‌های مرموز» یاد کرده‌است.
«اعتماد» در زمان انتشارش در ایالات متحدهٔ آمریکا برای ۲۶ هفته جزو پرفروش‌ترین ترانه‌های جریان اصلی راک بود و بالاترین جایگاهش در آن جدول رتبهٔ پنجم بود که در ۳۰ اوت ۱۹۹۷ ثبت شد. این بالاترین جایگاهی‌ست که یکی از آثار مگادث در جدول جریان اصلی راک داشته‌است.

## فهرست قطعه‌های تک‌آهنگ
1. «اعتماد» - ۵:۱۳
2. «یک مکان سری» - ۵:۳۱
3. «تورنادوی ارواح» (لایو) - ۵:۵۵
4. «بی کم‌وکاست» (لایو) - ۴:۵۳[۴]